# Haluk Bayraktar
Lütfü Haluk Bayraktar (4 ottobre 1978) è un dirigente d'azienda turco, direttore generale della Baykar, azienda operante nel campo militare della difesa e dell'aeronautica. Allo stesso tempo, è membro del consiglio di amministrazione della Tubitak, e presidente del consiglio di amministrazione della Squadra di Tecnologia Turca, la T3, e dalla Saha di Istanbul.

## Biografia
Nacque a Istanbul nel 1978. Laureatosi nel 2000 in Ingegneria Industriale presso la Middle East Technical University (METU), nel 2002 ha proseguito il suo corso di studi conseguendo un master in Ingegneria Industriale presso la Columbia University di New York. Dopo il completamento dei suoi studi negli Stati Uniti, Bayraktar tornò in Turchia dove ricoprì diverse posizioni manageriali presso la Baykar, divenendone, nel gennaio 2010 direttore generale. Unitamente alla vita lavorativa proseguì anche la sua carriera accademica frequentando un dottorato presso l'Università del Bosforo dal 2004. Nel novembre 2018, con decreto presidenziale è stato nominato membro del consiglio di amministrazione della Tubitak (Türkiye Bilimsel ve Teknolojik Araştırma Kurumu Scientific).

## Progetti di Responsabilità Sociale
Haluk Bayraktar sta compiendo sforzi per diffondere esperienze di tecnologia presso varie organizzazioni e istituzioni nelle quali ricopre diverse posizioni manageriali. È presidente della Squadra di Tecnologia Turca (T3). Allo stesso tempo svolge un ruolo attivo nei laboratori sperimentali dell’istituzione per garantire che i progetti raggiungono tutta la popolazione. È inoltre presente in diverse riunioni, incontri o programmi nei quali illustra i vantaggi dell’industrializzazione nazionale realizzata tramite la creazione di un ambiente di lavoro con forza lavoro qualificata.
Dal dicembre 2019 Bayraktar è una delle persone più attive nel settore privato contro la COVID-19: ha invitato la Saha Istanbul, del quale è presidente del consiglio di amministrazione, a partecipare alla lotta contro l’epidemia. Bayraktar supporta l’emergenza tramite la produzione di respiratori polmonari e collabora con altre società nazionali che operano nel medesimo settore.